# Prosoplus abdominalis
Prosoplus abdominalis là một loài bọ cánh cứng trong họ Cerambycidae.